# Euselachii
Die Euselachii sind eine Unterklasse der Knorpelfische (Chondrichthyes), in der die heute lebenden Haie (Selachii) und Rochen (Batoidea), als Teilklasse Plattenkiemer (Elasmobranchii) zusammengefasst, und die ausgestorbenen Hybodontiformes und weitere ausgestorbene Stammgruppenvertreter vereint werden. 

## Merkmale
Alle primitiven Euselachii sind von haiähnlicher Gestalt, besaßen bzw. besitzen eine Afterflosse und zwei Rückenflossen, die jeweils von einem Stachel gestützt werden. Diese Merkmale sind bei moderneren Gruppen teilweise sekundär wieder verschwunden, die Afterflosse bei allen Rochen und Squalomorphii, außer den Hexanchiformes, die Rückenflossenstachel bei vielen Squalomorphii und den meisten Galeomorphii, außer bei den Stierkopfhaien (Heterodontus).
Der südafrikanische Haiexperte Leonard Compagno gibt folgende Merkmale für die Euselachii an:
1. Placoidschuppen vom synchronomorialen Typ, d. h. die Schuppen wachsen nicht kontinuierlich, sondern nur in der Anfangsphase,
2. durch eine Knorpelstange zusammengewachsene Schultergürtel und zusammengewachsener Coracoid,
3. ein aus einem oder zwei Segmenten bestehender Mixipterygial-Knorpel zwischen dem verlängerten Metapterygium (Achse zwischen Schultergürtel und Brustflosse) und der Basis der Klaspern,
4. dreibasige Brustflossen mit einer reduzierten Metapterygialachse,
5. aplesodische Brustflossen, d. h., die knorpeligen Flossenträger reichen nicht bis in den äußeren Flossenteil,
6. das Hörzentrum im Neurocranium ist klein,
7. eine unvollständige hintere Orbitabegrenzung,
8. verknöcherte Wirbelzentren,
9. eine nicht halbmondförmige Schwanzflosse.

## Innere Systematik
- Euselachii
  - incertae sedis
    - Acronemus

  - Ordnung Protacrodontiformes †
  - Hybodonta 
    - Ordnung Hybodontiformes †

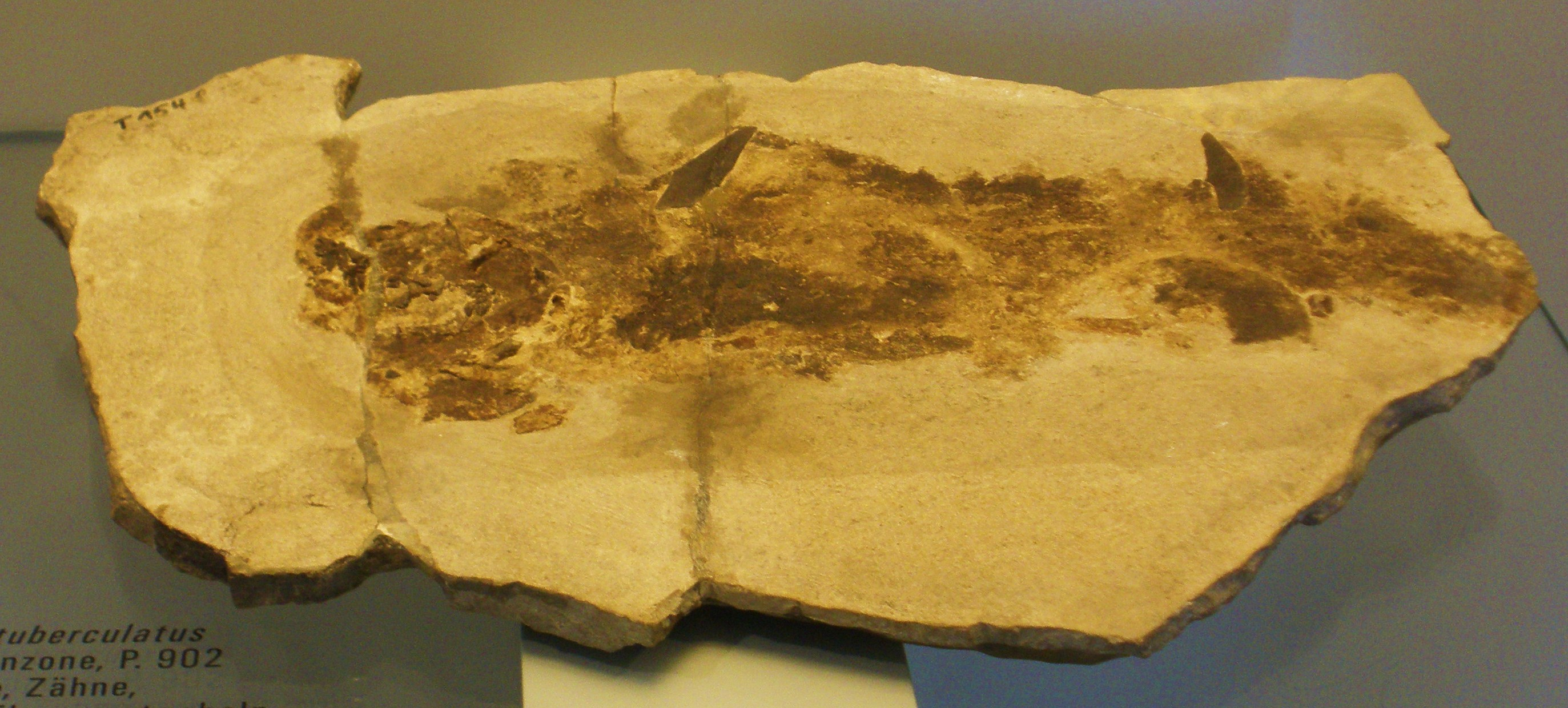
Fossil von Acronemus tuberculatus, einem urtümlichen Euselachier aus der mittleren Trias

  - Klasse Plattenkiemer (Elasmobranchii) (Kronengruppe der Euselachii)
    - Teilklasse Haie (Selachii)
    - Teilklasse Rochen (Batomorphi)